# 頌賢花園
頌賢花園（英語：June Garden）位於香港九龍大角咀通州街28號，為一住宅項目，由香港房屋協會發展。

## 歷史
頌賢花園前身為1955年7月落成啟用的香港公共屋邨葛量洪夫人新村，港英政府於1982年中將其交予香港房屋協會接管，並於1988年建成頌賢花園。

## 簡介
頌賢花園佔地3,051平方米，由4座住宅樓宇組成，於1988年建成，提供480伙單位，主要為實用面積200多呎至400多呎的單位，單位實用率達85%，屋苑坐落通州街28號，距離港鐵太子站約8分鐘步程，附近民生店舖林立，亦有詩歌舞遊樂場等休憩用地。

## 設施
頌賢花園設有停車場、社區設施、平台花園及商舖等。

## 校網
位處32號校網（包括拔萃女小學、保良局陳守仁小學、中華基督教會協和小學等）及油尖旺區校網（區內名校包括九龍華仁書院、拔萃女書院、真光女書院等）

## 鄰近
- 太子站C2出口
- 詩歌舞遊樂場